# Nubkhesbed
Nubkhesbed (fl. XII secolo a.C.) è stata una regina egizia della XX dinastia.

## Biografia
Il suo nome significa Oro e Lapislazzuli. 
Fu Grande Sposa Reale del faraone Ramses VI e madre del faraone Ramses VII, della principessa e sacerdotessa Iside (con l'eminente titolo di Divina Sposa di Amon), e dei principi Amonherkhepshef e Panebenkemyt. 
La regina Nubkhesbed è menzionata nella tomba di suo figlio Amonherkhepshef, la KV13 nella Valle dei Re, e nella stele della figlia Iside a Copto.

## Titoli
- Amata Grande Sposa Reale
- Signora delle Due Terre[5]
- Madre del Re